# Junglinster
Junglinster (lb. Jonglënster) − miejscowość i gmina (gemeng / commune / Gemeinde) we wschodnim Luksemburgu, w kantonie Grevenmacher. Do 3 października 2015 jako miasto leżało w dystrykcie Grevenmacher. Siedziba administracyjna gminy znajduje się w miejscowości Junglinster. Liczy 8622 mieszkańców (1 stycznia 2023). Jest trzecią gminą w Luksemburgu pod względem wielkości terytorium. W latach 1932–2011 znajdował się w mieście pierwszy nadajnik Radia Luxembourg.

## Podział administracyjny
Do gminy należy 14 miejscowości, w tym dwanaście (Uertschaft) oraz dwa lieu-dit:
1. Altlinster (Allënster)
2. Behlen (Beelenhaff), lieu-dit
3. Beidweiler (Beidler)
4. Blumenthal (Blummendall)
5. Bourglinster (Buerglënster / Burglinster)
6. Eisenborn (Eesebuer)
7. Eschweiler (Eescheler)
8. Godbrange (Guedber / Godbringen)
9. Gonderange (Gonnereng / Gonderingen)
10. Graulinster (Grolënster)
11. Imbringen (Amber)
12. Jeanharis (Jeanharishaff), lieu-dit
13. Junglinster (Jonglënster)
14. Rodenbourg (Roudemer / Rodenburg)

## Współpraca
Miejscowość partnerska:
- Üdersdorf, Niemcy

## Transport
W 2016 roku została wybudowana obwodnica w postaci mostu, dzięki której kierowcy udający się z Echternach do Luksemburga i na odwrót, nie przejeżdżają już przez Junglinster.